# 行星齿轮

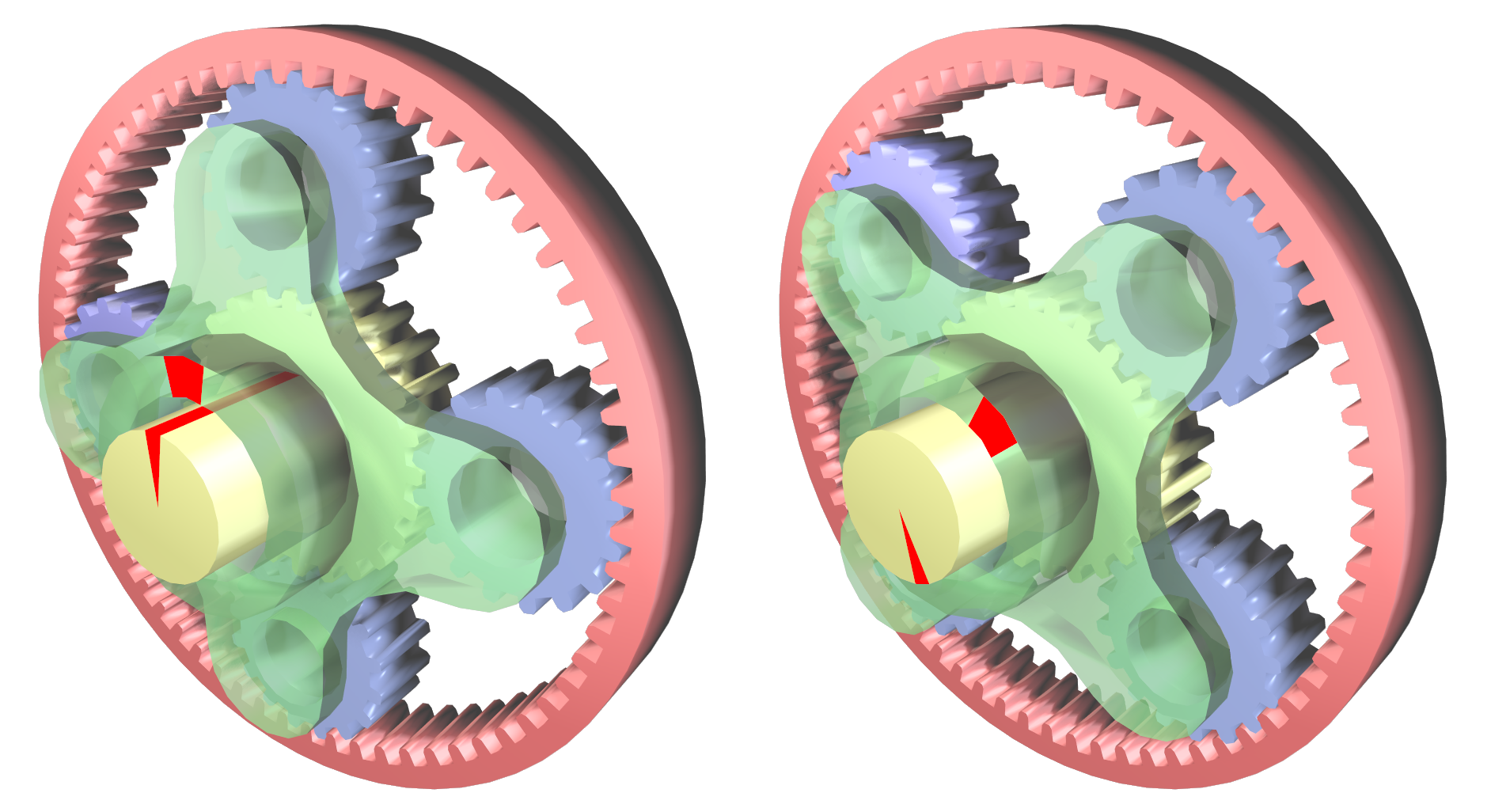
上图为一个用行星齿轮来提升转速的例子。绿色部分为行星架，也是扭矩的输入方。黄色部分为太阳轴，扭矩的输出方。粉红部分为固定的外齿圈。红色部分显示行星架和太阳轴在同一时间段内转过的角度

行星齿轮（英語：Epicyclic Gearing）是齿轮结构的一种，通常由一个或者多个外部齿轮围绕着一个中心齿轮旋转，就像行星繞著太陽公轉一樣，因而得名。除此之外，行星齿轮在最外部通常还有一个外齿圈，用来贴合行星齿轮绕行的轨迹。
行星齿轮通常可以分为简单行星齿轮和复杂行星齿轮。简单行星齿轮分别有一个太阳齿轮，一个外齿圈，一个行星齿轮和一个行星架。复杂行星齿轮通常指即包含行星轮系又包含太阳轮系的齿轮系。
复杂行星齿轮相对于简单行星齿轮有高减速比，高扭矩的特点。
通常来说各个轴是互相平行的，但是也有一些行星齿轮例如卷笔刀，其齿轮轴之间各成一定的角度，使用多个螺旋锥齿轮。
組裝方式是，行星齒輪在外齒圈（有時也稱為環形齒輪）的節圓內側滾動。這種行星齒輪與太陽輪和環形齒輪同時嚙合的裝置稱為行星齒輪系。選擇固定其中一個部件（行星架、環形齒輪或太陽輪），可以實現三種不同的傳動比。

## 历史

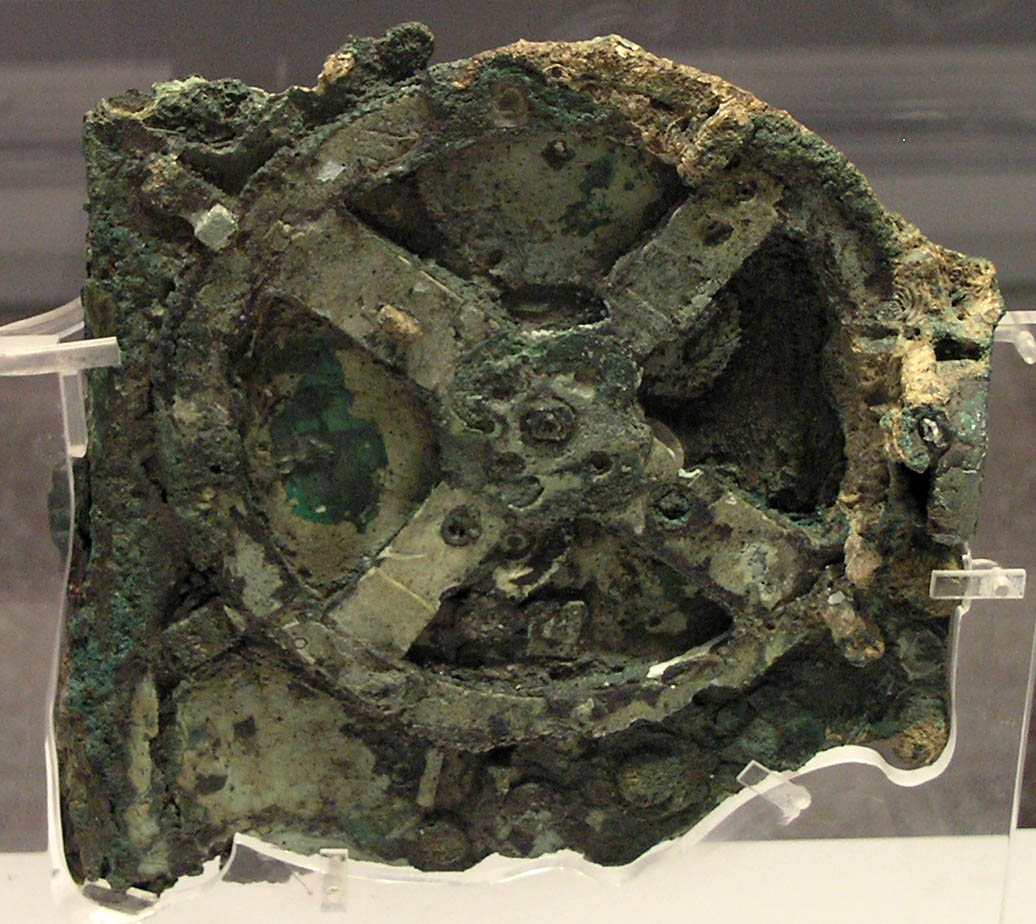
古希腊的安提基特拉機械（主碎片）

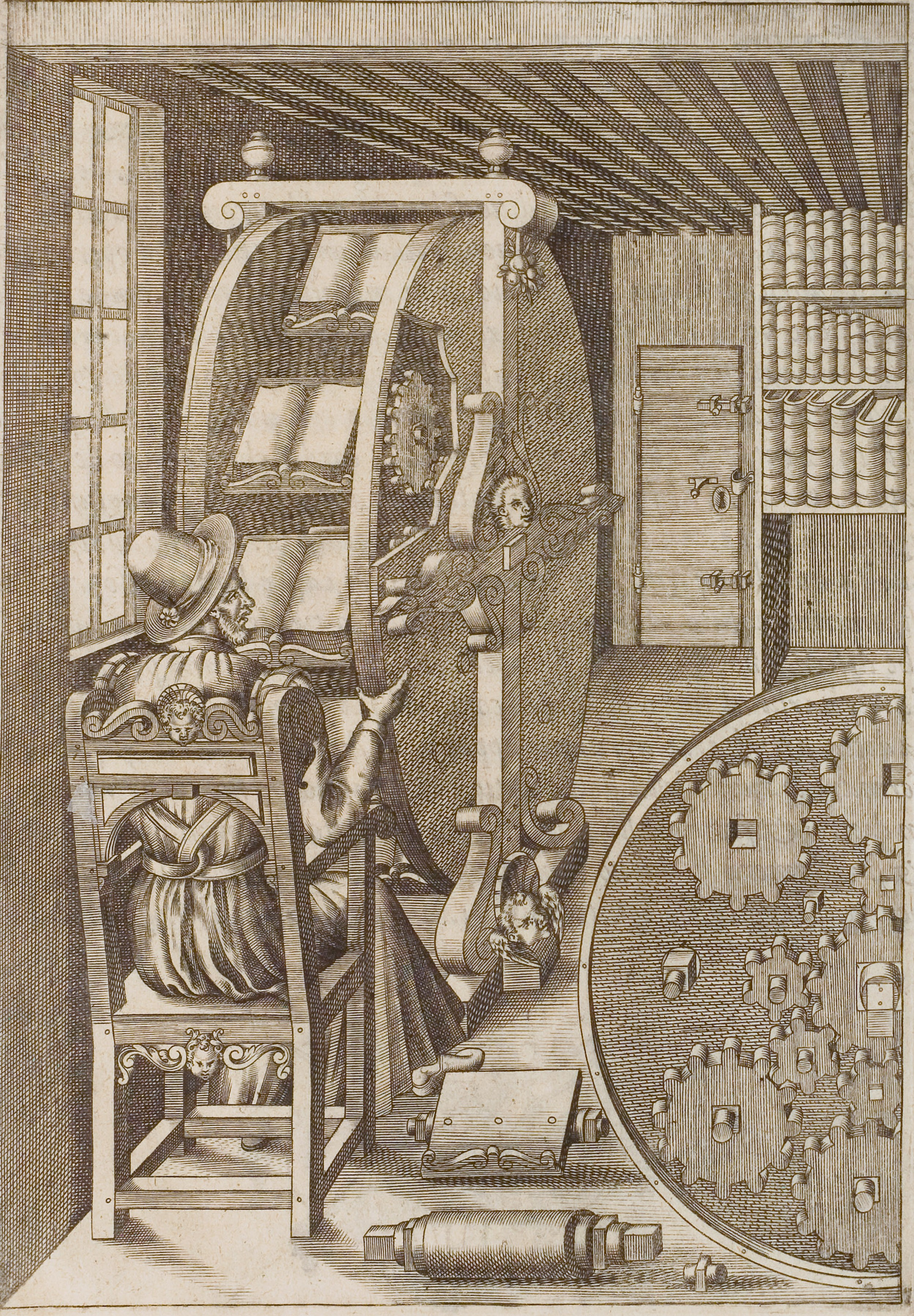
1588年阿戈斯蒂诺拉梅利设计的转动书架

最早的差速行星齿轮是制造于公元前87年，古希腊的安提基特拉機械。
该装置极为精密，古希腊人用来计算年历，显示行星及月球运动轨迹的仪器，其先进性在其制成后千年间无人超越。
该装置1901年于安迪基西拉岛被发现，但直至近一个世纪后人们才发现其中的秘密。该装置目前藏于雅典国家考古博物馆。
该装置安装在一个大约340×180×90mm的木盒中，内含30个铜质齿轮。最大的齿轮，直径约140毫米，223齿。
14世纪英国数学家Richard of Wallingford利用行星齿轮建造了一个天文钟。
1588年，意大利军事工程师阿戈斯蒂诺拉梅利（Agostino Ramelli）发明了一种转动的书架，通过一个竖直放置的大型滚筒和二级行星齿轮结构来方便人们摆放书籍。

## 优点
行星齿轮的优点在于承载能力大，体积小，纯扭矩传动，工作平稳。而且可以多个行星齿轮互相搭配作用。
由于行星齿轮是纯扭矩传动，其有着出色的传动效率。每一级齿轮传动之间的效率损失只有3%。基于如此高的传动效率，行星齿轮能够保证相当高的动力输出/输入比。
由于行星齿轮中每个外部齿轮分配到的动力是相等的，所以行星齿轮的动力输出非常平稳，也常用于各种大型机械和車輛的变速箱中。

## 缺点
行星齿轮的缺点在于其机械结构较为复杂，对制造工艺有一定的要求。
另一个主要的缺点是行星齿轮的效率随着传动比的增加而显著下降，但是这个特点恰好可以用于减速齿轮。

## 图库
- 汽车后视镜调节装置里的复合行星齿轮
- 燃气涡轮发动机的减速齿轮
- 福特FMX里行星齿轮的行星架

## 外部連結
- Kinematic Models for Design Digital Library (KMODDL), movies and photos of hundreds of working mechanical-systems models at Cornell.
- "Epicyclic gearing animation in SVG"
- "Animation of Epicyclic gearing"
- The "Power Split Device"
- The "Interactive Planetary Gearset tutorial"
- Prius Gearbox
- Planetary Gearbox
- Short Cuts for Analyzing Planetary Gearing 的存檔，存档日期2021-02-25.